# Meister des Georg-Kodex

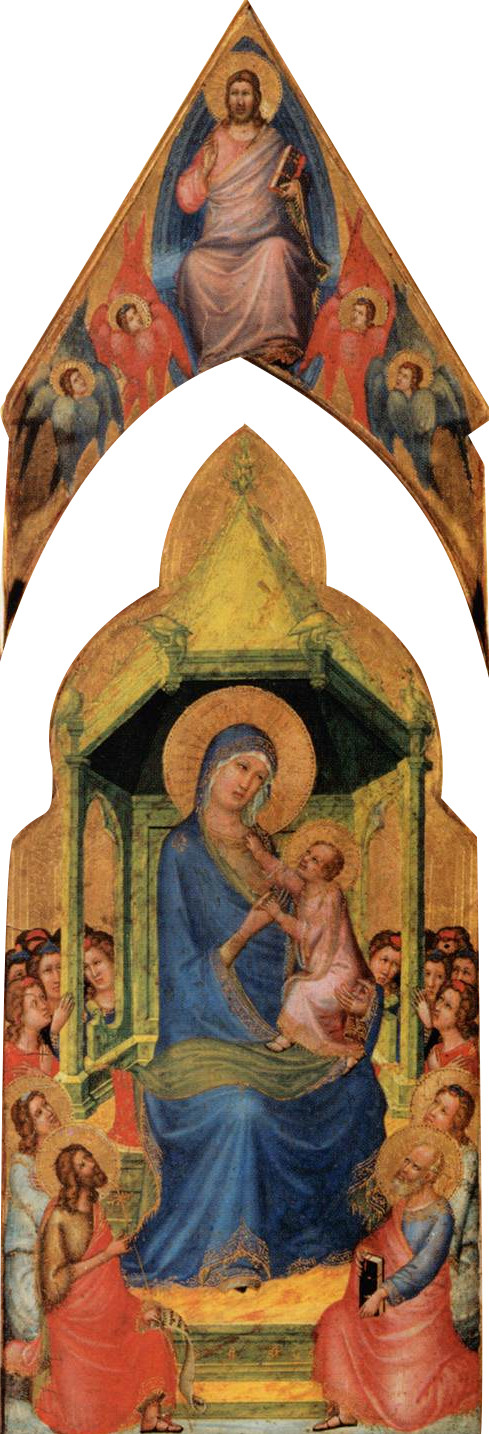
Thronende Madonna (um 1320), Louvre, Paris

Als Meister des Georg-Kodex oder Meister des Kodex des hl. Georg (italienisch Maestro del Codice di San Giorgio, französisch Maître du Codex de Saint Georges) wird ein Maler des Mittelalters bezeichnet, dem mehrere ab 1310 und vor allem zwischen 1339 und 1344 geschaffene Miniaturen und Tafelbilder zugeschrieben werden.

## Namensgebung
Der namentlich nicht bekannte Künstler erhielt seine Notnamen nach einem Manuskript, das er um 1320 ausgemalt hat. Es handelt sich um den Kodex Vita Sancti Georgii martyris, ein Text zur Legende des Heiligen Georg. Diese Legendenerzählung wurde von dem italienischen Kardinal Jacopo Caetani degli Stefaneschi (* 1270; † 1343 in Avignon) verfasst, als dieser ab 1320 am päpstlichen Hof in Avignon in Frankreich tätig war. Das Werk befindet sich heute in der Bibliothek des Vatikans in Rom.

## Leben und Stil
Der Meister des Kodex des hl. Georg soll eventuell als Mitarbeiter oder im Umkreis des aus Siena in Italien stammenden und dann in Frankreich in Avignon tätigen Malers Simone Martini gearbeitet haben. Eine der Miniaturen zum Leben des Heiligen Georg soll eventuell ein heute verlorenes Fresko von Martini als Vorlage haben. Stilistisch steht der Meister in der Nähe der Malerei im Siena seiner Zeit. Das Werk des Meisters und seine angenommene Tätigkeit im Umfeld der Schule von Avignon wurde in der Kunstgeschichte die Grundlage der These, dass die Malerei der Internationalen Gotik mit der Begegnung von italienischer und französischer Malerei in Avignon begann. Dieser Vorschlag ist jedoch nicht unumstritten.
Nach anderer Meinung wird heute aber auch eine Verbindung des Meister des Kodex des hl. Georg mit den Nachfolgern des aus Florenz stammenden Giottos möglich gehalten, vor allem da Giotto um 1330 ebenfalls von Stefaneschi einen Auftrag erhielt und ein Altarbild für den Kardinal malte. Diese Verbindung wird als Anzeichen gesehen, dass der Meister eventuell gar nicht in Avignon tätig war, sondern nur in Italien.
Die Auseinandersetzung mit dem Werk des Meisters bleibt in der Kunstgeschichte ein wichtiger Beitrag zum Verständnis des Beginns der Malerei der Internationalen Gotik.

## Werke (Auswahl)

### Buchmalerei
Im Werkkatalog des Meisters des Georg-Kodex sind unter anderem folgende Buchmalereien zu verzeichnen
- Codex Historia de beati Georgii martiris miraculis, (Rom, Biblioteca Apostolica Vaticana, ms Captitolare San Pietro C 129).
- Graduale aus der Badia a Settimo, Rom, ehemals in der Biblioteca Sessoriana bei der Kirche Santa Croce in Gerusalemme
- Missale New York, Pierpont Morgan Library
- Pontificale, Paris, Bibliothèque nationale

### Tafelbilder
Im Werkkatalog des Meister des Georg-Kodex sind unter anderem folgende Gemälde zu verzeichnen
- Thronende Madonna mit Kind unter Engeln mit Heiligen. Musée du Louvre Paris
- Der Gekreuzigte Christus mit Stifter des Bildes (Kardinal Guilhem Peire Godin). Musée des Augustins, Toulouse
- Kreuzigung. Metropolitan Museum of Art, The Cloisters, New York
- Grablegung. Metropolitan Museum of Art, The Cloisters, New York
- Noli me tangere. Museo Nazionale del Bargello, Florenz Inv. 2017 C
- Krönung Mariens. Museo Nazionale del Bargello, Florenz. Inv. 2018 C
- Verkündigung. Palazzo Pubblico, Siena